# Liste der Monuments historiques in Izernore
Die Liste der Monuments historiques in Izernore führt die Monuments historiques in der französischen Gemeinde Izernore auf.

## Liste der Bauwerke
| Bezeichnung                       | Beschreibung                                     | Standort | Kennzeichnung | Schutzstatus | Datum | Bild           |
| --------------------------------- | ------------------------------------------------ | -------- | ------------- | ------------ | ----- | -------------- |
| Kirche Notre-Dame-de-l’Assomption | Erbaut in der ersten Hälfte des 16. Jahrhunderts | (Lage)   | PA00116412    | Inscrit      | 1926  | weitere Bilder |
| Reste eines römischen Tempels     |                                                  | (Lage)   | PA00116413    | Classé       | 1840  | weitere Bilder |

## Liste der Objekte
- Monuments historiques (Objekte) in Izernore in der Base Palissy des französischen Kultusministeriums